# Brevetto Sportivo Tedesco
Il Brevetto Sportivo Tedesco (in tedesco Deutsches Sportabzeichen, meglio noto nel suo acronimo DSA), è normato, organizzato, controllato e rilasciato dal DOSB Deutscher Olympischer SportBund (Ente federale
sportivo ed olimpico tedesco), con sede a Francoforte sul Meno. Il DSA conseguito da maggiorenni, sin dal 1958 ha dignità di Ordine ed onorificenza della Repubblica Federale di Germania sancita con legge dello Stato tedesco (BGBI.I,S.422).

## Origini e storia
Il DSA è nato nel 1913 sul finire del secondo Reich, riprendendo alcune idee sull'argomento già apparse negli USA (Athletic Badge) ed in Svezia (Idrotts-Marke); nato con lo scopo di promuovere la regolare attività fisica della popolazione, tipico di quell'epoca, ha attraversato indenne le due guerre mondiali, incrementando negli anni il suo interesse da parte della popolazione tedesca ed in seguito mondiale. Queste le date più importanti:
- 1921 - possibilità anche per le donne di conseguirlo;
- 1921 - istituzione di una spilla di riconoscimento per chi superava le prove, antesignano dell'attuale nastrino;
- 1925 - regole per le prove anche per i più giovani;
- 1937 - primo riconoscimento ufficiale del DSA quale onorificenza statale;
- 1952 - acquisizione del nome Deutsches Sportabzeichen ancora oggi utilizzato;
- 1956 - la Bundeswehr utilizza il DSA quali prove di efficienza fisica ed operativa ed ottiene di avere al proprio interno dei Prüfer (valutatori/esaminatori);
- 1958 - con legge dello Stato (BGBI.I,S.422) il DSA conseguito da maggiorenni assume dignità di Orden und Ehrenzeichen der Bundesrepublik Deutschland cioè Ordine ed onorificenza della Repubblica Federale di Germania;
- 1993 - viene concessa l'autorizzazione ad organizzare ed eseguire le prove al di fuori della Germania, anche per cittadini non tedeschi e viene creata un'apposita struttura organizzativa che segue i Brevetti per gli stranieri;
- 2005 - il DOSB sancisce che i valutatori tedeschi non possono più interferire con i Brevetti organizzati all'estero;
- 2006 - fusione tra il NOK (Nationales Olympisches Komitee) e il DSB (Deutscher Sportbund) e creazione del DOSB;
- 2007 - inizia il Reformprozess, il processo di riforma dell'attuale DSA;
- 2013 - il 1º gennaio inizia il nuovo DSA;
- 2013 - il DSA compie 100 anni;
- 2014 - l'Italia, per la prima volta nella storia, è il primo Paese al mondo (al di fuori della Germania) per numero di Brevetti conseguiti.

## Organizzazione
L'attività del DSA fa capo, come detto, al Deutscher Olympischer SportBund DOSB (l'Ente federale sportivo ed olimpico tedesco) che è organizzato con 16 Uffici regionali che seguono l'attività dei relativi 16 Bundesländer, le Regioni amministrative in cui è divisa la Germania, oltre al 17° Ufficio chiamato Ausländer che segue l'attività del DSA al di fuori della Germania. I 17 Uffici seguono i circa 90.000 Sport Verein cioè le locali associazioni sportive, uniche organizzazioni dentro e fuori la Germania autorizzate, a cui è demandato il compito di organizzare le prove atte a conseguire il DSA. Ogni Sport Verein ha al proprio interno un numero variabile di Prüfer  (valutatori/esaminatori) che ottengono la loro qualifica direttamente dal DOSB.
La qualifica di Prüfer ha durata quadriennale e può essere prorogata. I valutatori sono proposti dal rispettivo Sport Verein tra i Soci che abbiano conseguito il DSA (e che lo ripetano di norma ogni anno), che si sono offerti a svolgere l'attività a titolo gratuito, che conoscano le norme ed i regolamenti del DSA e che siano di riconosciuta moralità. La Bundeswehr (le Forze Armate tedesche) ha al proprio interno dei valutatori dedicati che però non possono valutare i civili, mentre il valutatore civile può valutare anche i militari. Inoltre seguendo la regola che la Bundeswehr valuta solo se stessa da anni il regolamento inibisce ai valutatori della Bundeswehr di valutare i militari di altri Paesi, specialmente all'estero.

## Le prove
Sino al 31 dicembre 2012
Sino al 31 dicembre 2012 per conseguire il Brevetto si dovevano superare 5 prove, suddivise in 5 gruppi. All'interno di ogni gruppo, tranne che nel gruppo 1, vi erano delle prove alternative tra di loro, per dare la possibilità a tutti di conseguire il DSA:
- Gruppo 1 - Acquaticità: nuoto 200 metri;
- Gruppo 2 - Forza esplosiva: salto in alto, salto in lungo, salto da fermo, salto della cavallina;
- Gruppo 3 - Velocità: corsa veloce sulle varie distanze, corsa bicicletta, pattini in linea su varie distanze,
- Gruppo 4 - Forza muscolare: getto del peso olimpico, lancio del peso "mattone", lancio della palla medica, lancio di pesi diversi, nuoto 100 metri, sollevamento pesi da panca piana;
- Gruppo 5 - Resistenza aerobica e muscolare: corsa sulle varie distanze (2000, 3000, 5000 metri), pattini in linea su varie distanze, nuoto diverse distanze, marcia 7 km, sci da fondo diverse distanze, 20 km bicicletta.

I parametri minimi per superare ogni singola prova sono tarati in base al genere (maschi/femmina) ed alla età anagrafica. Queste fasce di età erano divise in 4 macro gruppi (giovani femmine, giovani maschi, adulti femmine, adulti maschi) a loro volta suddivisi in varie classi di età per un totale di 34 fasce. Il primo ed il secondo anno (anche non consecutivi) si acquisiva il DSA in Bronzo, il terzo e quarto anno in Argento. Solo il quinto DSA era in Oro. Si premiava quindi la costanza delle ripetizioni e non la qualità delle prestazioni.
Dal 01 Gennaio 2013
Dal 01 Gennaio 2013, le prove sono state modificate come segue, con un sistema di punteggio cumulativo a seconda del risultato ottenuto in ogni singola prova. Rimane la necessità di dimostrare di saper nuotare: senza il nuoto non si consegue il DSA.
- AUSDAUER = Resistenza aerobica e muscolare  - Corsa 3000 metri, nuoto su lunga distanza, Nordic Walking, 20 km bicicletta etc
- KRAFT = Forza - Getto del peso, salto da fermo etc
- SCHNELLIGKEIT = Velocità  - Corsa 100 metri, nuoto 25 metri, 200 metri bicicletta etc
- KOORDINATION = Coordinazione - Salto in alto, salto in lungo, salto corda etc

## Il DSA riformato
Con il compimento del 100º anniversario il DOSB ha voluto aggiornare il DSA. Sin dal 2007 una apposita commissione creata all'uopo ha analizzato i dati, ha ascoltato i pareri dei 16 Bundesländer, ha ascoltato le relazioni tecniche di medici e specialisti dello sport, dando origine al DSA riformato che a partire dal 1º gennaio 2013 ha apportato queste importanti modifiche e novità:
- Classi d'età: sono state suddivise ulteriormente. In particolare per gli adulti si ha una prima classe dei 18-19 anni e poi tutte le classi sono divise ogni 5 anni. Sono state inoltre inserite anche classi di età oltre gli 80 anni;
- Numero delle prove da superare: le prove parametrate da superare sono passate da 5 a 4. Rimane comunque la necessità di dimostrare di saper nuotare; la verifica di questa capacità è sempre affidata ai Prüfer con dei sistemi ben precisi;
- Nome delle prove: non sono più definite per numero di Gruppo ma con nomi propri. AUSDAUER = Resistenza aerobica e muscolare, KRAFT = Forza; SCHNELLIGKEIT = Velocità; KOORDINATION = Coordinazione;
- Composizione delle prove: alcune prove sono state definitivamente tolte (es. corsa 400 e 1000 metri, nuoto 100 metri) mentre altre prove sono state aggiunte (es. nuoto 25 metri);
- Sistema premiale: sin dal primo anno, è possibile conseguire il DSA in bronzo, argento od oro, a seconda della qualità delle prestazioni, secondo un sistema di calcolo dei punteggi delle varie prove (è stato abbandonato il sistema di premiare con l'argento e con l'oro il numero delle ripetizioni).

Vi sono quindi tabelle per atleti di 8 anni sino ad atleti di 90 anni ed oltre, come rilevabile nella tabella ufficiale tedesca 2017 per adulti e la tabella per 2017 per minori che vengono riviste ed eventualmente modificate di anno in anno e sempre reperibili sul sito ufficiale.
I parametri minimi vengono rivisti e valutati ogni anno da una commissione tecnico-scientifica (valutazioni antropologiche, statistiche, mediche eccetera) che, se del caso, varia i parametri per l'anno successivo. Le variazioni degli ultimi anni sono sempre state in senso facilitativo, a riprova del lento ma progressivo peggioramento della prestanza fisica della popolazione di riferimento.
Vengono inoltre riconosciute e conteggiate le ripetizioni conseguite negli anni precedenti premiando la costanza delle ripetizioni; ogni 5 ripetizioni il pin che accompagna il Brevetto riporta il numerico della ripetizione (5, 10, 15, 20 ecc). In Germania vi sono numerose persone che hanno conseguito il DSA 40, 50, 60 e anche 65 volte!
Sono infine previste delle prove particolari per le persone diversamente abili.

## Il DSA in Germania
L'importanza che ha il Brevetto Sportivo Tedesco in Germania è sottolineata dall'elevato numero di persone che ogni anno conseguono il Brevetto, circa 1 milione . Sono invece oltre 26 milioni i Brevetti conseguiti dall'istituzione del DSA (dato aggregato disponibile sino al 2006). Oltre agli atleti civili vi sono circa 30.000 militari che conseguono il DSA ogni anno. Scuole, università, militari, tutto il sistema Paese conosce l'assioma Più sport=Meno malattie=Meno costi sociali e, per quanto riguarda i militari, migliore preparazione al mestiere delle armi.
Tutte le statistiche, divise per Bundesländer, per fascia di età, per numero di ripetizioni possono essere scaricate pubblicamente dal sito ufficiale del DSA, così come il regolamento delle prove. Come curiosità, si segnala che in Germania qualsiasi cittadino che intenda stipulare una assicurazione sulla vita che presenti il certificato (Urkunde) del DSA in corso di validità, viene riconosciuto da molte assicurazioni uno sconto di una mensilità sul premio annuale della polizza.
Nel 2013 è stato celebrato il centenario del DSA; in tutto il Paese si sono susseguiti eventi per tutto l'anno, culminati con una cerimonia svoltasi il 14 settembre 2013 allo Schloss Bellevue, il Palazzo presidenziale di Berlino residenza ufficiale del Presidente della Repubblica Federale Tedesca. Ospiti del Presidente Joachim Gauck e del Presidente del DOSB Dr. Thomas Bach recentemente nominato Presidente Internazionale del CIO si sono ritrovate Autorità, rappresentanti dei Bundesländer, atleti olimpici. Unici Paesi invitati  furono l'Italia e la Francia.

## Il DSA all'estero
Dal 1993 anno in cui è stato possibile organizzare il DSA anche al di fuori della Germania, numerosi sono i Paesi che organizzano sistematicamente il Brevetto, alcuni tutti gli anni, altri con alterno impegno. Sono oltre 30 i Paesi che appaiono regolarmente nelle statistiche annuali, con la predominanza di Paesi dove forte è la presenza di popolazione tedesca, quali Brasile (in passato sempre primo nel numero totale dei Brevettati), Argentina, Cile e altri. Il totale dei Brevetti conseguiti al di fuori della Germania nel 2013 è di 10.484; nello stesso anno l'Italia, grazie alla massiccia partecipazione dei militari che si sono Brevettati, è passata al secondo posto con 2.193 Brevetti. Nel 2014 continuando il trend positivo, l'Italia è passata al primo posto assoluto per la prima volta nella storia del DSA con 2.610 Brevetti. Tale primato è continuato nel 2015 e nel 2016.
Nel 2005 il DOSB ha espressamente avocato a sé l'emissione ed il controllo dei Brevetti eseguiti e rilasciati al di fuori della Germania, creando una struttura internazionale che fa capo ad un apposito ufficio presso la sede di Francoforte chiamato Ausländer; questo ufficio coordina delle persone sparse nei vari Paesi che assumono la qualifica di "incaricati/delegati" che sono l'unico tramite tra l'attività del DSA di quel Paese e il DOSB e viceversa. In questo modo viene di fatto inibita ai Prüfer tedeschi la possibilità di operare in quei Paesi dove esiste una struttura locale del DOSB. Inoltre ai Prüfer militari della Bundeswehr presenti nelle varie basi al di fuori della Germania di norma non è concesso di valutare militari di altri Paesi: tale attività è espressamente vietata dal vigente regolamento (2016) del DSA in Italia, Francia, Belgio, Paesi Bassi e Lussemburgo.

## Il DSA in Italia
Anche in Italia una folta presenza di discendenti di emigrati tedeschi degli inizi del XX secolo ha tenuto vivo questa passione per lo sport. Sin dal 1909, quindi prima che nascesse il DSA, esiste un'associazione sportiva tedesca chiamata Deutscher Sport-Verein Mailand-DSVM, con sede in Milano, che organizza praticamente da sempre il Brevetto Sportivo Tedesco per i propri Soci. Grande impulso all'attività ha però dato l'interesse dimostrato dai militari italiani al Brevetto e la vicinanza del Comando NRDC-ITA, dove esiste una delegazione della Bundeswehr. Così, su iniziativa di alcuni militari italiani, nel 2003 l'attività, oltre che ad essere organizzata per gli studenti delle scuole tedesche di Milano, ha cominciato ad essere proposta alle Forze Armate ed ai Corpi armati italiani, ottenendo il patrocinio del Consolato generale tedesco di Milano e del citato Comando NATO. Sovrintende tutta l'attività militare del DSA in Italia, la Sezione di Gallarate dell'UNUCI (Unione Nazionale Ufficiali in Congedo d'Italia), su mandato del DSVM e sotto il diretto controllo del Responsabile per l'Italia del DOSB (DSA). Nel 2004 è stato nominato Prüfer il primo militare italiano, Ufficiale della suddetta Sezione UNUCI che ha iniziato a diffondere il concetto del Brevetto Sportivo Tedesco; lo stesso Ufficiale nel 2017 è stato nominato dal DOSB "Ufficiale di collegamento tra il DOSB (DSA) e le FFAA/FFPP Italiane".
Le prove per l'ottenimento del DSA in Italia vengono organizzate mensilmente in alcune sedi stanziali: Somma Lombardo (VA), Domodossola (VB), Melegnano (MI), Brindisi e Camerino; inoltre i Prüfer che seguono espressamente l'attività militare, raggruppati nel Prüfer Team Italia, sono diventati ormai 11 in rappresentanza delle varie Forze Armate e dell'Ordine italiane. Su richiesta scritta dei vari Comandanti, i Prüfer si recano presso le sedi dei vari Reparti ed Unità per la valutazione in loco degli aspiranti. Dal 2003 oltre 17.900 sono i militari italiani che si sono cimentati nel DSA e oltre 13.700 quelli che si sono Brevettati (dato ad ottobre 2017) con una percentuale di Brevettati di circa il 75% dei partecipanti a riprova della difficoltà intrinseca del Brevetto, specie se, come spesso accade in Italia, tutte le prove vengono affrontate in un solo giorno.
È bene sottolineare che tutta l'attività relativa al DSA (organizzazione, esecuzione, verifica, controllo e rilascio delle Urkunden) in Italia deve obbligatoriamente passare attraverso il "delegato/incaricato" del DOSB, attualmente il signor Frank Schnappenberger, così come precisato dal Regolamento emesso dal DOSB. Ai Prüfer militari della Bundeswehr è espressamente vietato valutare militari o civili in Italia. Alcune sessioni irregolarmente organizzate sono state annullate dal DOSB.

## Riconoscimenti nelle Forze Armate e Forze di Polizia Italiane
La storia del riconoscimento del DSA in ambito militare è lunga e tortuosa. Dopo una prima fase (inizio anni 2000) in cui ogni Reparto si comportava autonomamente, il 1º ottobre 2004 la Direzione generale del personale militare del Ministero della difesa analizzando oltre 300 onorificenze, sanciva la propria autorità nel concedere l'autorizzazione al personale militare a registrare il DSA (cfr. M_D GMIL_04 0007366 riportata nei collegamenti esterni).
In una successiva circolare avente pari oggetto ed emessa il 14 settembre 2005 PERSOMIL definiva il DSA distintivo di merito/specializzazione, e rimandava il potere autorizzativo alle singole Forze Armate. A seguito di ciò, primi fra gli altri, il Corpo della Guardia di Finanza nel febbraio 2006 autorizzava l'uso del Brevetto. L'Esercito Italiano autorizzava il proprio personale al porto del nastrino sull'uniforme il 17 settembre 2009, l'Arma dei Carabinieri il 25 gennaio 2012, l'Aeronautica Militare il 15 febbraio 2012, infine la Marina Militare il 20 giugno 2012.
Anche la Polizia di Stato con una nota ministeriale del 4 gennaio 2013 riconosceva ed autorizzava il proprio personale al porto sull'uniforme di servizio del DSA.

## Insegne
| Medaglie         | Medaglie          | Medaglie     |
| ---------------- | ----------------- | ------------ |
|                  |                   |              |
| Classe di bronzo | Classe di argento | Classe d'oro |